# دينيش دسوزا
دينيش دسوزا (بالإنجليزية: Dinesh D'Souza) (و. 1961 – م) هو معلق سياسي، وكاتب من الولايات المتحدة الأمريكية ولد في مومباي.
وهو عضو في الحزب الجمهوري .

## التعليم
تعلم في دارتموث.

## روابط خارجية
- دينيش دسوزا على موقع IMDb (الإنجليزية)
- دينيش دسوزا على موقع ميتاكريتيك (الإنجليزية)
- دينيش دسوزا على موقع ميوزك برينز (الإنجليزية)
- دينيش دسوزا على موقع بوكس أوفيس موجو (الإنجليزية)
- دينيش دسوزا على موقع إن إن دي بي (الإنجليزية)
- دينيش دسوزا على موقع قاعدة بيانات الفيلم (الإنجليزية)